# Schweinsohr (Gebäck)
Schweinsohren oder Schweineohren (französisch palmiers oder cœurs de France, schweizerisch Prussiens, Dessertpreussen, italienisch prussiane oder ventagli di pasta sfoglia) sind ein süßes Kleingebäck aus Blätterteig.
Zur Herstellung wird zunächst viertouriger Blätterteig auf reichlich Streuzucker zu einem Rechteck ausgerollt, in zwei weiteren Touren symmetrisch zur Mitte hin zusammengeklappt, noch einmal gefaltet und von der Schmalseite her in Scheiben geschnitten. Dadurch entsteht eine doppelte Spirale. Anschließend werden die Stücke im Ofen gebacken, wobei der Zucker zwischen den Teigschichten leicht karamellisiert. Da die Teigschichten nicht übereinander, sondern nebeneinander liegen, geht der Teig nicht in der Höhe, sondern in der Breite auf – es entsteht die typische Herzform. Die Größe fertiger Schweinsohren variiert nach Region und Angebot von etwa fünf Zentimetern bis zu Tellergröße.
Nach dem Backen werden die Schweinsohren häufig mit Puderzucker bestreut, mit weißem Zuckerguss oder zum Teil mit dunkler Kuvertüre überzogen.

## Galerie

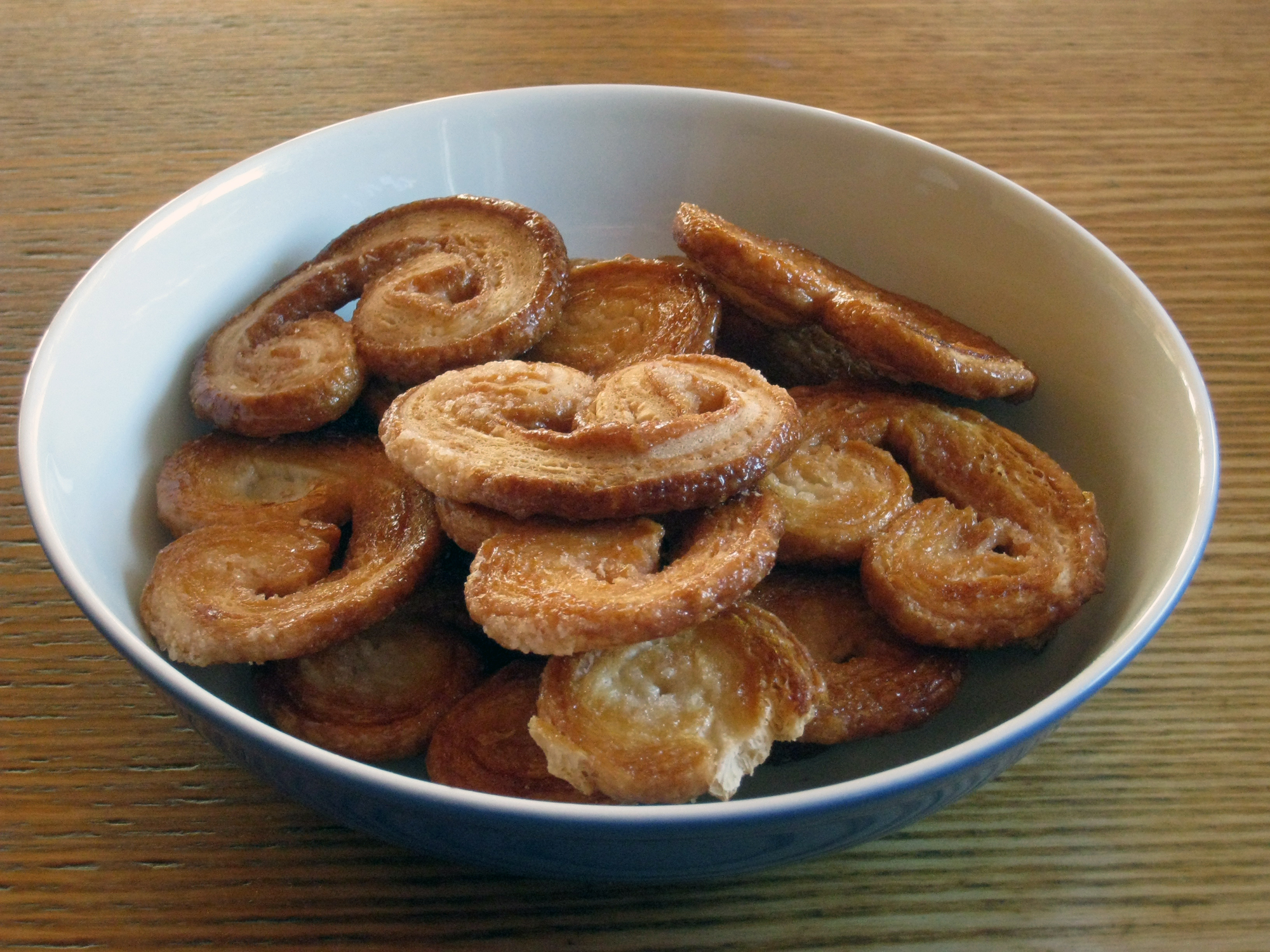
Schweinsohren/ Prussiens
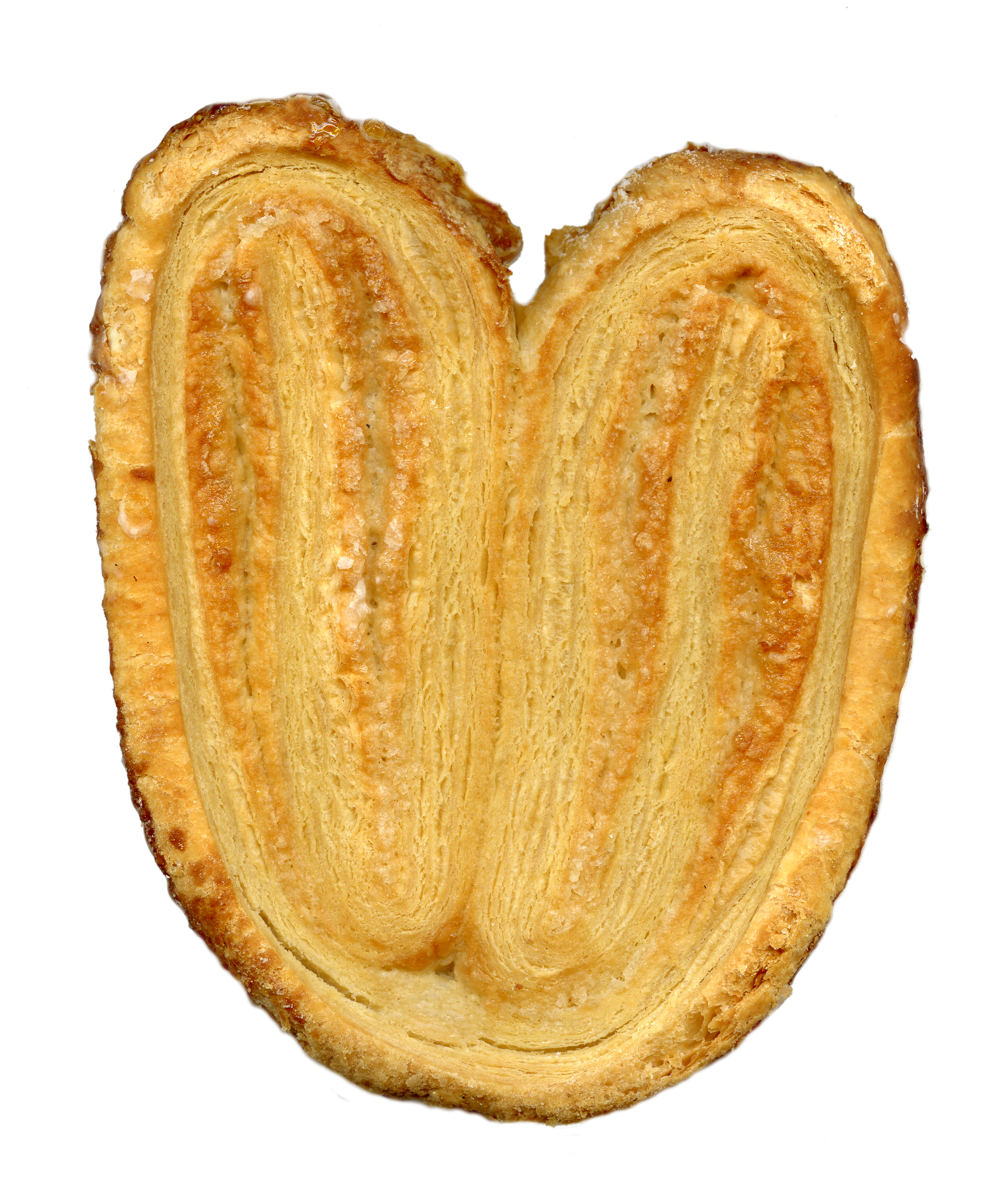
Einzelnes Schweinsohr
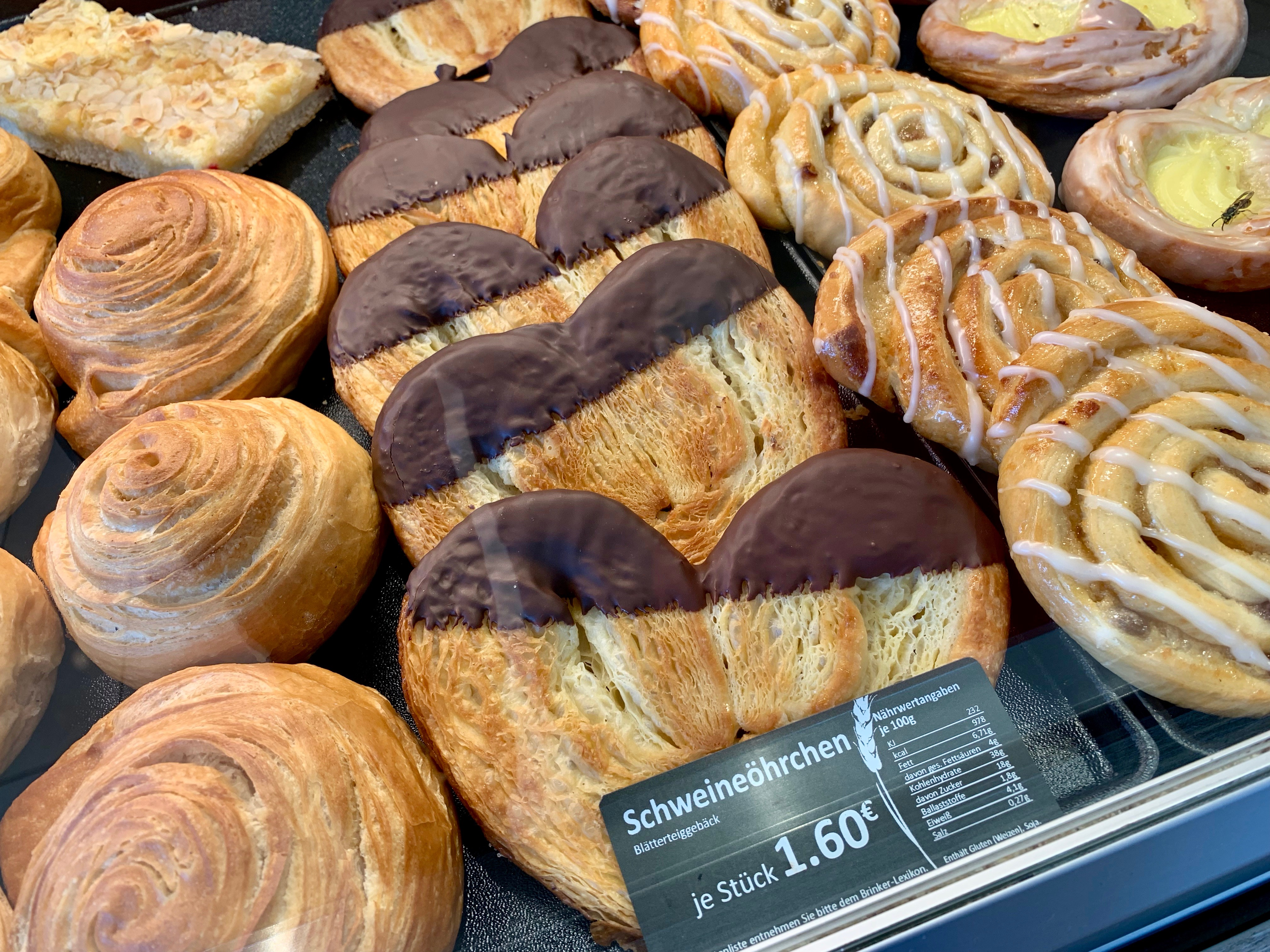
Typisches westdeutsches „Schweineöhrchen“ mit Kuvertüre.